# Christmas (Kenny Rogers)
Christmas è un album in studio natalizio del cantante statunitense Kenny Rogers, pubblicato nel 1981.

## Tracce
1. Christmas Everyday – 3:44 (Pete McCann)
2. Kentucky Homemade Christmas – 4:16 (Bill Caswel, Kin Vassy)
3. Carol of the Bells – 2:44 (Mykola Leontovych, Robert Manookin)
4. Kids – 2:44 (Mac Davis)
5. Sweet Little Jesus Boy – 3:04 (Bob MacGimsey)
6. Christmas Is My Favorite Time of Year – 2:44 (Pete McCann)
7. White Christmas – 2:50 (Irving Berlin)
8. My Favorite Things – 3:02 (Oscar Hammerstein II, Richard Rodgers)
9. O Holy Night – 4:39 (Adolphe Adam, John Sullivan Dwight)
10. When a Child Is Born – 3:50 (Fred Jay, Zacar)